# حسن ضاهر
حسن ضاهر كاتب مصري.

## حياته
لديه في مسيرته 19 كتاب لكن كان من أهم كتبه كتاب زهرة البندر (أسطورة انتصار)، وكتاب أروع الروائع في كليلة ودمنة، وكتاب أولادنا وأسئلتهم الصعبة.

## مؤلفاته
| الاسم | دار النشر                                                         | تاريخ النشر | عدد الصفحات | المصدر            |
| --- | ----------------------------------------------------------------- | ----------- | ----------- | ----------------- |
| زهرة البندر، أسطورة انتصار (ردمك 9789957312251)                                                               | دار المؤلف للطباعة والنشر والتوزيع                                | 2007        | 88          | [ 1 ] [ 2 ]       |
| أروع الروائع في كليلة ودمنة (ردمك 9953760268)                                                                 | دار المؤلف للطباعة والنشر والتوزيع                                | 2005        | 278         | [ 3 ] [ 4 ] [ 5 ] |
| أولادنا وأسئلتهم الصعبة                                                                                       | دار المؤلف للطباعة والنشر والتوزيع                                | 2004        | 168         | [ 6 ] [ 7 ]       |
| إدارة النشاط المدرسي وإشكالياته                                                                               | دار المؤلف للطباعة والنشر والتوزيع                                | 2004        | 268         | [ 8 ] [ 9 ]       |
| دور المسرح في التربية المفتوحة                                                                                | دار المؤلف للطباعة والنشر والتوزيع                                | 2004        | 207         | [ 10 ] [ 11 ]     |
| مشغل ومسرح الصغار، أغان - دمى - حكايات                                                                        | دار المؤلف للطباعة والنشر والتوزيع                                | 2003        | 40          | [ 12 ] [ 13 ]     |
| في قرية ام العيون ج1                                                                                          | دار المؤلف للطباعة والنشر والتوزيع السلسلة: أيمن يبحث عن السندباد | 2001        | 23          | [ 14 ] [ 15 ]     |
| في مدينة الفنون ج2                                                                                            | دار المؤلف للطباعة والنشر والتوزيع السلسلة: أيمن يبحث عن السندباد | 2001        | 23          | [ 16 ] [ 17 ]     |
| في مدينة العلم ج3                                                                                             | دار المؤلف للطباعة والنشر والتوزيع السلسلة: أيمن يبحث عن السندباد | 2001        | 23          | [ 18 ] [ 19 ]     |
| في البحر ج4                                                                                                   | دار المؤلف للطباعة والنشر والتوزيع السلسلة: أيمن يبحث عن السندباد | 2001        | 24          | [ 20 ] [ 21 ]     |
| في الأرض الحزينة ج5                                                                                           | دار المؤلف للطباعة والنشر والتوزيع السلسلة: أيمن يبحث عن السندباد | 2001        | 28          | [ 22 ] [ 23 ]     |
| مسرح تالة للدمى، واستعمالاته التريوية في المدرسة والبيت                                                       | مؤسسة تالة للوسائل التربوية                                       | 2000        | 170         | [ 24 ] [ 25 ]     |
| حبة الزيتون                                                                                                   | دار الرواد                                                        |             | 48          | [ 26 ]            |
| ليالي كربلاء ونهارات الإنتصار أثر شهادة الإمام الحسين على الحاضر والمستقبل - للناشئة (عربي - انكليزي) للناشئة | مؤسسة اليسر للطباعة والنشر والتوزيع                               | 2008        | 351         | [ 27 ] [ 28 ]     |
| أيمن يبحث عن السندباد #1 في قرية أم العيون                                                                    | مؤسسة اليسر للطباعة والنشر والتوزيع                               | 2001        |             | [ 29 ]            |
| أيمن يبحث عن السندباد #2:في مدينة الفنون                                                                      | مؤسسة اليسر للطباعة والنشر والتوزيع                               | 2001        |             | [ 30 ]            |
| أيمن يبحث عن السندباد #3: في مدينة العلم                                                                      | مؤسسة اليسر للطباعة والنشر والتوزيع                               | 2001        |             | [ 31 ]            |
| أيمن يبحث عن السندباد #4:في البحر                                                                             | مؤسسة اليسر للطباعة والنشر والتوزيع                               | 2001        |             | [ 32 ]            |
| أيمن يبحث عن السندباد #5: في الأرض الحزينة                                                                    | مؤسسة اليسر للطباعة والنشر والتوزيع                               | 2001        |             | [ 33 ]            |